# Zruč nad Sázavou
Zruč nad Sázavou (in tedesco Srutsch an der Sasau) è una città della Repubblica Ceca facente parte del distretto di Kutná Hora, in Boemia Centrale.